# Physcia
Physcia (Schreb.) Michx.   (obrost) – rodzaj grzybów z rodziny obrostowatych (Physciaceae). Ze względu na symbiozę z glonami zaliczany jest do porostów.

## Systematyka i nazewnictwo
Pozycja w klasyfikacji według Index Fungorum: Physciaceae, Caliciales, Lecanoromycetidae, Lecanoromycetes, Pezizomycotina, Ascomycota, Fungi.
Nazwa polska według Krytycznej listy porostów i grzybów naporostowych Polski. Synonimy nazwy naukowej: Lichen sect. Physcia Schreb., Physciomyces E.A. Thomas ex Cif. & Tomas., Psora Hoffm.

## Gatunki występujące w Polsce
- Physcia adscendens (Fr.) H. Olivier 1882 – obrost wzniesiony
- Physcia aipolia (Ehrh. ex Humb.) Fürnr. 1839 – obrost sinawy
- Physcia albinea (Ach.) Nyl. 1867 – obrost białawy
- Physcia caesia (Hoffm.) Hampe ex Fürnr. 1839 – obrost modry
- Physcia dimidiata (Arnold) Nyl. 1887 – obrost pośredni
- Physcia dubia (Hoffm.) Lettau 1912 – obrost zmienny
- Physcia stellaris (L.) Nyl. 1856 – obrost gwiazdkowaty
- Physcia tenella (Scop.) DC. 1805 – obrost drobny
- Physcia tribacia (Ach.) Nyl. 1874  – obrost kędzierzawy

Nazwy naukowe na podstawie Index Fungorum. Nazwy polskie według W. Fałtynowicza.